# Baja California Sur
Baja California Sur, oficialmente Estado Libre y Soberano de Baja California Sur, es uno de los treinta y un estados que junto con la Ciudad de México conforman México. Su capital y ciudad más poblada es La Paz. Está dividido en cinco municipios. 
Se ubica en la parte Sur de la península de Baja California en la región noroeste del país, limitando al norte con Baja California, al este con el Golfo de California y al sur y oeste con el océano Pacífico. Con 73 909 km² representa el 3.8 % del territorio nacional siendo la novena entidad federativa más grande del país por detrás de Chihuahua, Sonora, Coahuila, Durango, Oaxaca, Tamaulipas, Jalisco y Zacatecas.
Su población censada en 2020 resultó de 798 447 habitantes que representa el 0.6 % de la población total siendo la segunda entidad menos poblada por detrás de Colima y la primera menos densamente poblada; dicha población está distribuida como 91 % urbana y 9 % rural. Debido a su baja población aporta únicamente al PIB nacional un 0.9 % siendo la cuarta entidad que menos aporta por detrás de Tlaxcala, Colima y Nayarit; su mayor actividad económica es el comercio. En 2019 obtuvo un Índice de desarrollo humano de 0.804 —considerado muy alto— siendo una de las seis entidades con un IDH en dicho nivel y la cuarta  entidad con mayor IDH por detrás de la Ciudad de México, Baja California y Nuevo León.
Como entidad subnacional una vez formada la federación mexicana en 1824 se constituyó como parte del territorio de Baja California. Dicho territorio se dividió en 1930 y adquirió su área actual como el territorio Sur de Baja California. Fue hasta el 8 de octubre de 1974 cuando se promovió a estado libre y soberano —junto a Quintana Roo— siendo el trigésimo primero estado por orden de unión y, por consiguiente, el más joven del país.
Dentro de su territorio se ubican tres de los treinta y cinco Patrimonios de la Humanidad de México. Uno cultural: el Arte Rupestre Gran Mural, dentro del contexto de las pinturas rupestres de la sierra de San Francisco y dos naturales: el Santuario de ballenas de El Vizcaíno y las Islas y áreas protegidas del Golfo de California, compartiendo el último junto a Baja California, Sonora, Sinaloa y Nayarit.

## Toponimia
El nombre California ya existía antes del descubrimiento de América o primera exploración de los europeos en tierras como nombre de un país ficticio y paradisíaco. Es dudosa la relación de tal apelación con el similar "Califerne", nombre de una reina no cristiana de la Canción de Roldán, cuya etimología es diferente (del francés "calife"). En la novela de caballería Las sergas de Esplandián, publicada en 1510 en Sevilla (España), se cita por vez primera el nombre tal y como lo conocemos en la actualidad, quizá proveniente de "Cálida fornax" u ‘horno caliente’ más el sufijo de país -ia.

"Sabed que a la diestra mano de las Indias existe una isla llamada California muy cerca de un costado del paraíso Terrenal; y estaba poblada por mujeres negras, sin que existiera allí un hombre, pues vivían a la manera de las amazonas. Eran de bellos y robustos cuerpos, fogoso valor y gran fuerza. Su isla era la más fuerte de todo el mundo, con sus escarpados farallones y sus pétreas costas. Sus armas eran todas de oro y del mismo metal ponies mágicos eran los arneses de las bestias salvajes que ellas acostumbraban domar para montarlas, porque en toda la isla no había otro metal que el oro".

Sin embargo, según Fernando Jordán en su libro "El otro México" dice:

Cristóbal Colón, que al descubrir el continente [...]
Desde entonces, esa desconocida e inabordable isla de las amazonas habría de llamarse California. El nombre, por lo demás, no era nuevo; Montalvo lo encontró y lo tomó al leer La Canción de Rolando. "Muerto está mi sobrino que conquistó tantas tierras,y ahora los sajones se rebelaron contra mi,y los húngaros, y los búlgaros y tantos otros, los romanos, los de pulla y los de palermo y los de África y los de California."

## Historia

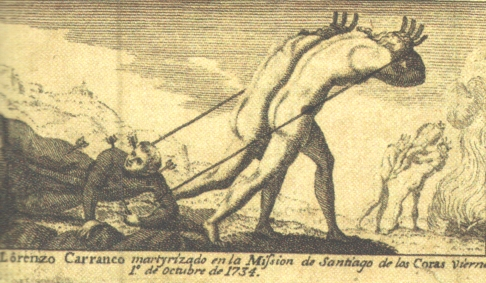
La Rebelión de los Pericúes.

En una remota antigüedad calculada en catorce mil años llegaron a la península por la ruta de las costas del océano Pacífico los primeros grupos humanos nómadas, de economía de subsistencia. Existían tres grupos tribales perfectamente definidos en la época prehispánica: los pericúes, guaycuras y cochimíes. Los pericúes habitaban la parte sur de la península y se extendían hacia el norte, desde Cabo San Lucas hasta la parte media de la península, los Guaycuras habitaban la parte media y los Cochimíes en el extremo norte, dejando múltiples rastros rupestres en el estado, principalmente en las sierra de San Francisco y en Sierra de Guadalupe, como parte del Arte Rupestre Gran Mural que fue nombrado patrimonio Mundial de la Humanidad, y que han dado a Baja California Sur, presencia nacional y Mundial.   
Paralelamente a los cochimíes se anota la existencia de otros grupos nómadas tales como:  kumiai (k'miai), una de las familias indígenas que junto con los cucapá, pai pai, kiliwa, cahilla y akula poblaron el norte de la península de Baja California, todos pertenecientes al tronco yumano.
Baja California Sur (o Sudcalifornia) estuvo habitada antiguamente por tres grupos principales: al sur los pericúes, al centro los guaycuras y al norte los cochimíes. Algunos miembros de este último grupo viven aún en poblaciones del vecino estado de Baja California. Se cree que las primeras inmigraciones provenientes del norte ocurrieron hace más de diez mil años. Los primeros "californianos" vivían de la caza, la pesca y la recolección en un medio natural difícil. Los aborígenes encontrados por los primeros expedicionarios europeos desconocían tanto su origen como a los autores de las pinturas rupestres y petrograbados, de los cuales esta entidad federativa cuenta con el mayor número de sitios en la República, localizados en toda la extensión del territorio estatal. Es poco también lo que se sabe de sus lenguas, de las que se conservan solo algunas palabras y frases.

### Primeras exploraciones
Los primeros contactos

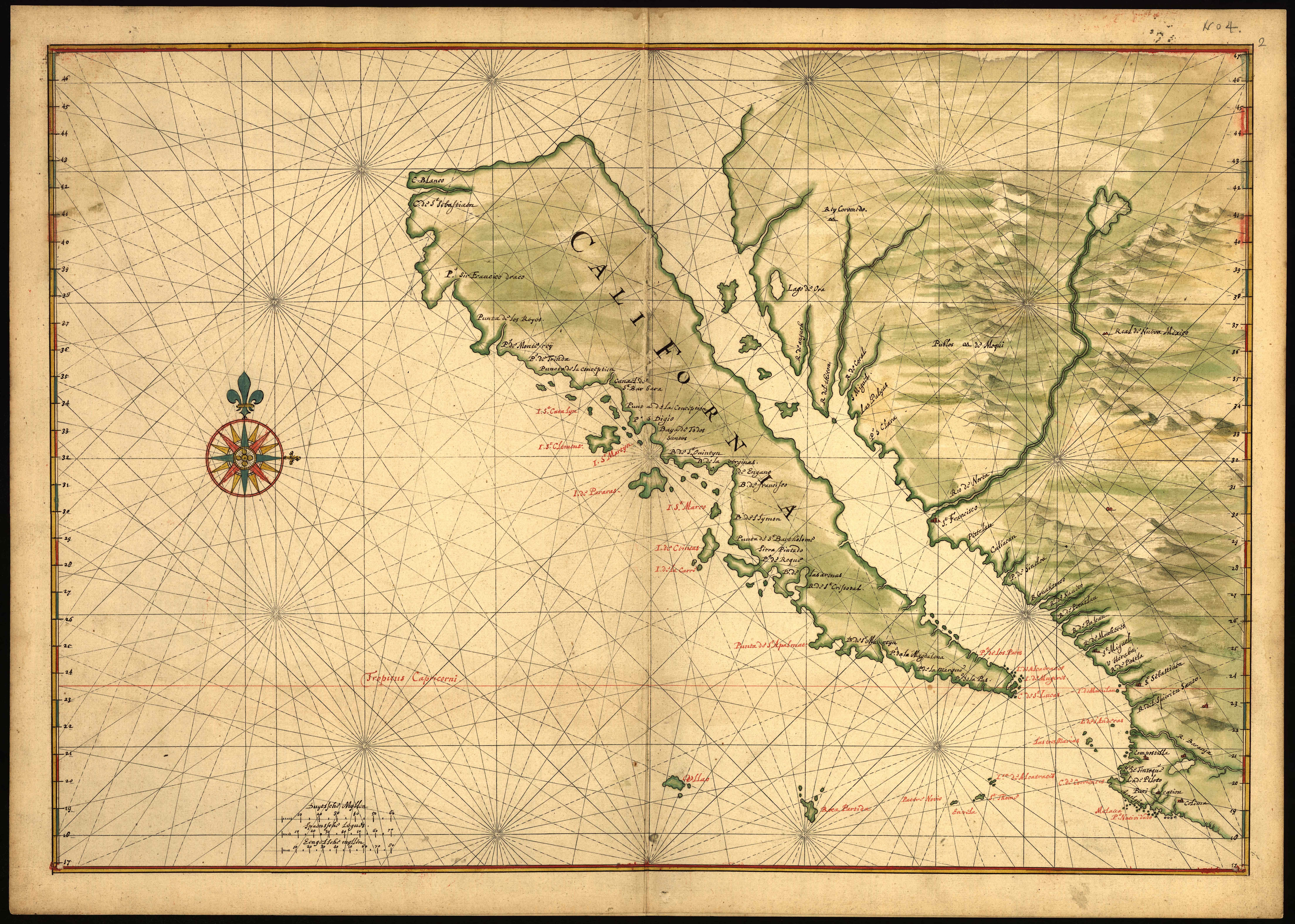
La isla de California, mapa en latín del.

Hernán Cortés envió cinco expediciones marítimas al noroeste de Nueva España en busca de un paso que se suponía habría de comunicar al Pacífico con el Atlántico, incrementando así el poder de España en todo este lado del mundo. Las tres primeras fracasaron; en la cuarta se produjo un motín cuyos rebeldes, en su huida al norte, llegaron a lo que hoy es La Paz. Si al principio fueron bien recibidos por los nativos, al final fueron expulsados y muertos varios de ellos cuando pretendieron cometer algunos abusos. La quinta expedición fue comandada por el propio Cortés; quien llegó al lugar donde habían estado los amotinados, imponiéndole el nombre de Santa Cruz, el 3 de mayo de 1535. Ahí se fundó una colonia en la que permanecieron el conquistador y su gente durante casi dos años. Las penurias para conseguir alimentos y el rechazo de los indígenas, los convenció de abandonar la empresa.

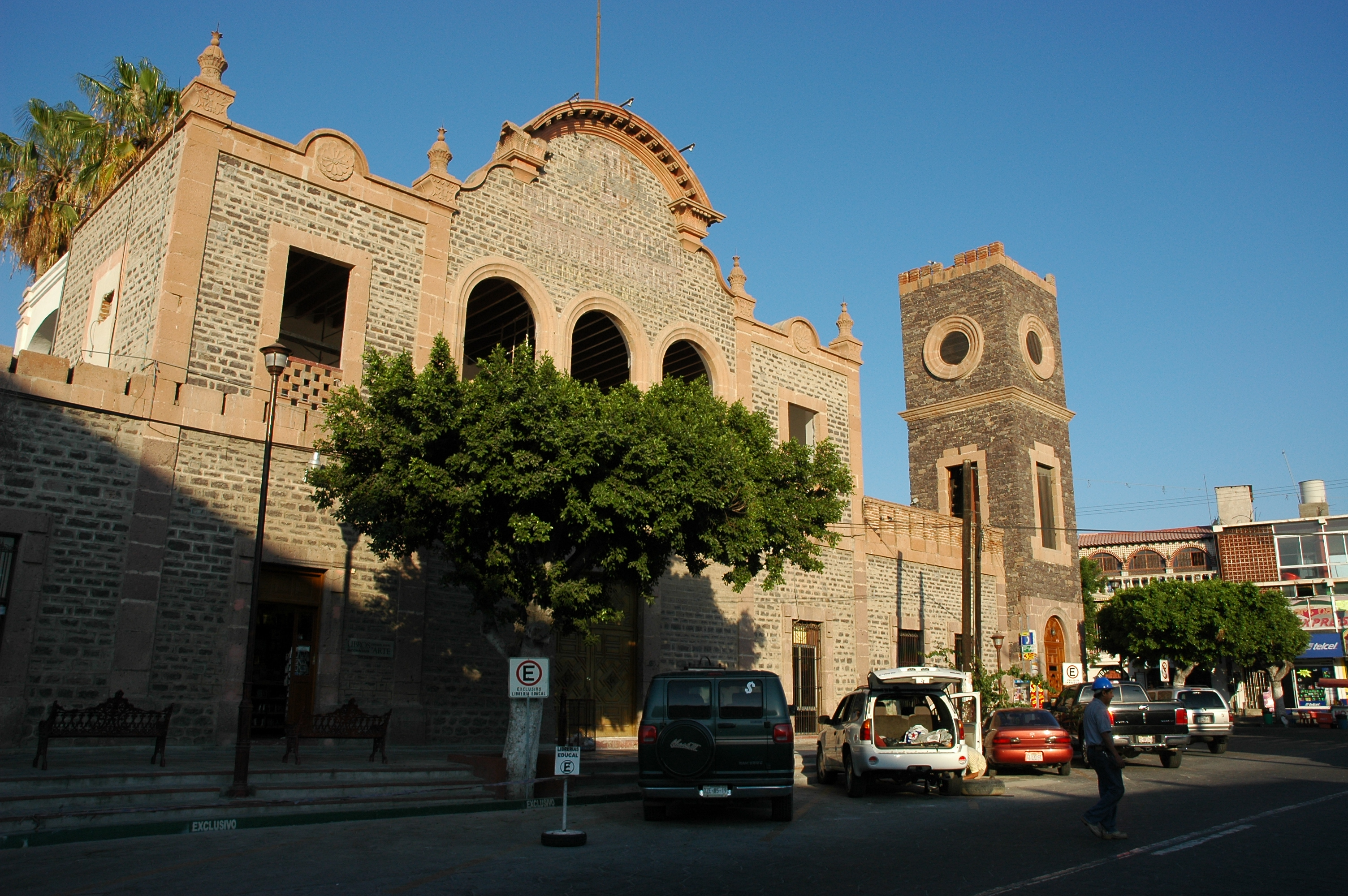
Palacio municipal en La Paz.

A partir de entonces se empezó a dar esa parte sur de la península el nombre de California. Esta palabra existía previamente en una novela de la época, llamada Las sergas de Esplandián (de Garci Rodríguez de Montalvo), la cual menciona una isla con esta denominación, situada precisamente a la derecha del continente americano, gobernada por la reina Calafia, poblada solo por mujeres y donde todo era de oro. Tal vez algunos pensaron que Cortés había llegado efectivamente a esa California, o comenzaron a darle esa designación.
Por ello se creyó durante mucho tiempo que la parte conocida de la península era la principal de las islas Californias. Los viajes de europeos a California fueron muchos, pero la mayoría de ellos fracasaron. A fines del siglo XVI, el explorador Sebastián Vizcaíno reconoció el lugar donde había estado Cortés y lo rebautizó como La Paz. El atractivo principal de California eran sus perlas.
El interés en las tierras al oeste y noroeste de la Nueva España se concentró en las Indias Orientales y solamente por accidente fue divertido este interés a California. El fracaso de las expediciones de Álvaro Saavedra Cerón y Diego Hurtado de Mendoza en las Molucas no disminuyó los planes de Don Hernán Cortés para engrandecer sus dominios; y en octubre de 1533 tenía ya preparada una nueva expedición marítima en Tehuantepec, la San Lázaro al mando de Hernando de Grijalva y la Concepción al mando de Diego de Becerra. Durante la primera noche del viaje se separaron las naos y la San Lázaro fue forzada hacia el poniente de las Islas Revillagigedo mientras la Concepción continuó su derrota al noroeste por la costa mexicana. Temiendo perderse, la tripulación de la Concepción se amotinó bajo el mando del piloto Fortún Ximénez, y asesinado Becerra, prosiguió el viaje sin autorización. Forzada por los temporales, la Concepción se acercó a la península de Baja California y alcanzó las cercanías de la bahía de Santa Cruz (La Paz) donde Ximénez y sus tripulantes trataron de establecer una pequeña colonia. Sin embargo, ésta duró poco tiempo debido a un ataque de los indios que costó las vidas de varios colonizadores, incluso la de Ximénez, y causó el regreso de los sobrevivientes a bordo de la Concepción a la costa de Jalisco donde fueron presos por Nuño de Guzmán.
Los tripulantes de la Concepción fueron pues los descubridores y primeros colonizadores de California. Al volver, sus relaciones de una nueva tierra y grandes riquezas de perlas, fueron recibidas por Hernán Cortés, quien comenzó la preparación de una nueva empresa para recuperar su nao de Guzmán y seguir las exploraciones de California. En abril de 1535 la expedición, compuesta por las naos San Lázaro, Santo Tomás y Santa Águeda, partió de Nueva España y tomando derrota al noroeste llegó a la bahía de Santa Cruz el 3 de mayo.

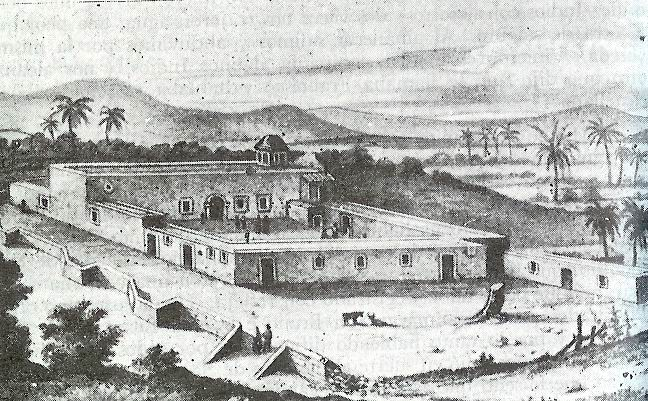
Misión de Nuestra Señora de Loreto Conchó en el.

 Cortés tomó posesión de la tierra y estableció un real con el fin de formar una colonia permanente. Sin embargo, Cortés se encontró en conflictos legales en Nueva España siéndole ordenado volver a la capital por el Virrey, Don Antonio de Mendoza, en 1537. bajo el mando de Francisco de Ulloa continuó la colonia, pero la pérdida del apoyo directo de Cortés causó cierta inquietud entre los colonizadores, inquietud que se vio incrementada por la falta de envíos de provisiones de Nueva España. Ulloa, confrontado por estos crecientes problemas, se halló tan necesitado que en 1539 abandonó totalmente la bahía de Santa Cruz y con los últimos colonos regresó a Nueva España.
Para la segunda mitad del siglo XVII, desde el hoy puerto nayarita de Matanchén, los misioneros emprendieron la evangelización de la hoy Baja California. De esta forma Juan María Salvatierra y sus compañeros emprendieron una extensa labor que desde las costas novogallegas motivó a la fundación de cada vez más norteñas misiones dentro de la península.
El 13 de febrero de 1768, tras la expulsión de los jesuitas, ahora desde el puerto nayarita de San Blas, misioneros como fray Junípero Serra y gobernantes como Fernando de Rivera y Moncada reemprendieron la evangelización y poblamiento de la zona, extendiéndose por fin hasta la Alta California.

### Personajes distinguidos
Manuel Márquez de León (1822-1890): Participó con heroísmo en la guerra de 1847, Gobernador de Sinaloa y Durango.[cita requerida]
Rosaura Zapata Cano (1876-1963): Maestra, creadora de los jardines de niños en el país.[cita requerida]
Agustín Olachea Avilés (1890-1974): Militar. Nació en Todos Santos, B.C.S.; participó en la Revolución Mexicana, Gobernador de Baja California (Norte) y dos veces Gobernador de Baja California Sur; Presidente Nacional del Partido Revolucionario Institucional y Secretario de la Defensa Nacional. Impulsor del desarrollo económico de Baja California Sur, principalmente en el aspecto agrícola, a su iniciativa se abrieron al cultivo los Valles de Los Planes y Santo Domingo.
Rafael M. Pedrajo (1896-1982) Participó en la Revolución Mexicana, Secretario de la Presidencia 1934-1935, Gobernador de Baja California Sur, apoyó la pesca, la agricultura, pero su principal logro como gobernador, fue la creación de empleos por la promoción turística de los atractivos naturales del estado que en la actualidad se conocen por designaciones o nombramientos, tal como las visitas a la isla del Espíritu Santo, el archipiélago del Espíritu Santo, a Playa Balandra, el Serpentario de La Paz, Todos Santos, Los Cabos, el Arco Finisterra, la Isla Coronado, las bahías de Magdalena, de los Sueños, la Laguna Ojo de Liebre, entre otros; Además, instruyó a los lugareños a portar los valores de su cultura nativa, siendo amables con los visitantes, a que cuidaran el entorno y ayudaran al que lo necesitara. Durante su gestión hubo paz y orden en la región.

## Geografía

### Límites
| Noroeste: Baja California México | Norte: Baja California México             | Nordeste: Baja California México |
| Oeste: Océano Pacífico           |                                           | Este: Golfo de California        |
| Suroeste: Océano Pacífico        | Sur: Golfo de California, Océano Pacífico | Sureste: Golfo de California     |

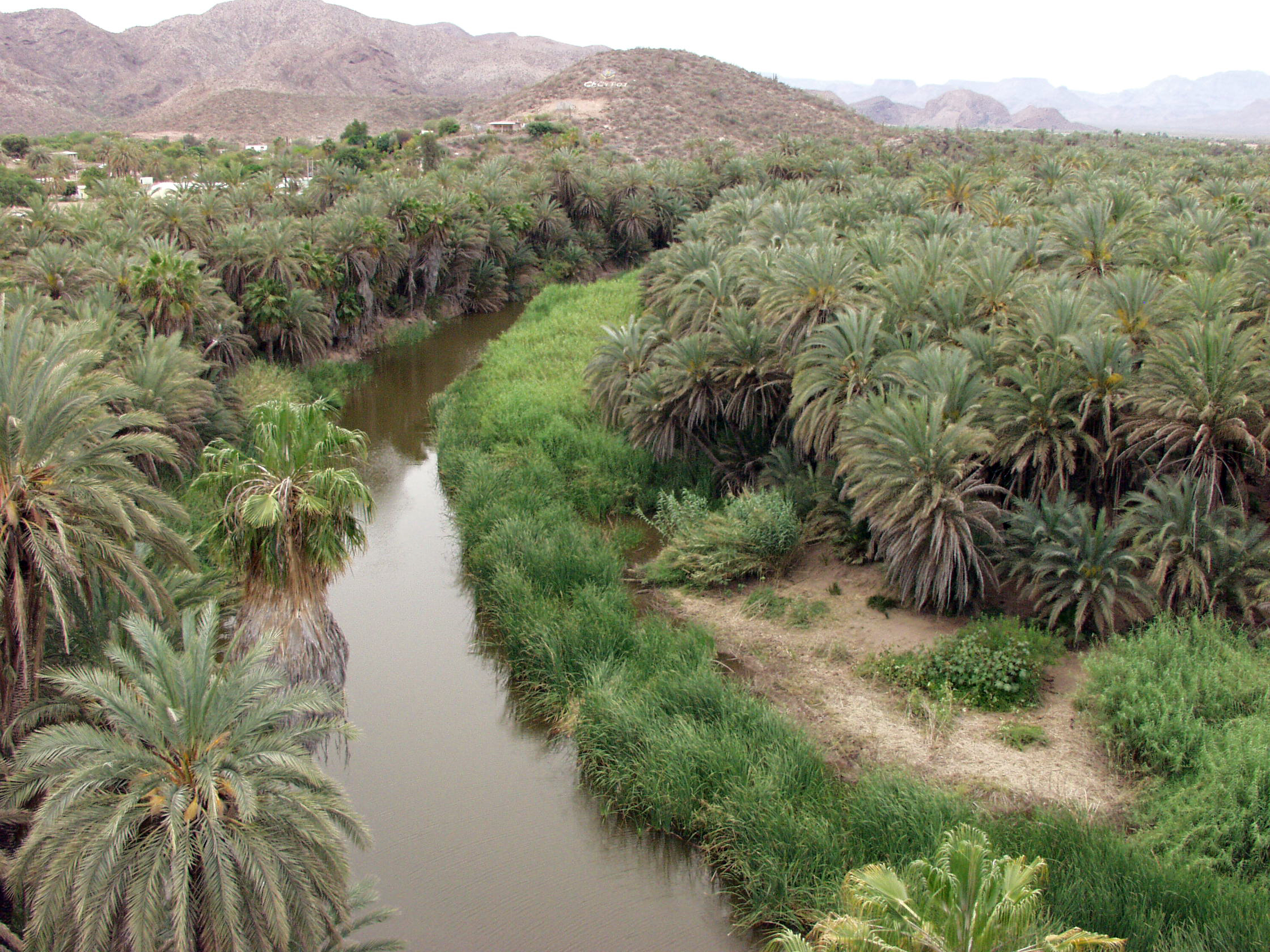
Vista del Oasis de Mulegé.

Limita al norte con el estado de Baja California situado por encima del paralelo 28°N, al este con el mar de Cortés y al sur y oeste con el océano Pacífico. Su capital es la ciudad de La Paz. Se extiende por una superficie de 73,475 km², y ocupa un 3.8 % del territorio nacional.
Al norte se ubican las lagunas costeras de San Ignacio y Ojo de Liebre, las cuales son sitios de reproducción de la ballena gris y se encuentran protegidas por el gobierno federal. En la misma zona se ubica el desierto de El Vizcaíno, una reserva mundial de la biósfera. Posee también algunas islas en el océano Pacífico (Natividad, Magdalena y Santa Margarita) y otras en el mar de Cortés: San Marcos, Coronados, Carmen, Monserrat, Santa Catalina, Santa Cruz, San Diego, San José, San Francisco, Partida, Espíritu Santo y Cerralvo. Sus principales elevaciones son la Sierra La Laguna, el volcán Las Tres Vírgenes y el cerro Salsipuedes.

## Flora y fauna: especies autóctonas
| Flora y fauna de Baja California Sur |                     |                        |                  |                        |
|                                      |                     |                        |                  |                        |
| Sula leucogaster                     | Felis concolor      | Carcharodon carcharias | Istiophoridae    | Zalophus californianus |
|                                      |                     |                        |                  |                        |
| Callipepla californica               | Crotalus durissus   | Antilocapra americana  | Coragyps atratus | Ovis canadensis        |
|                                      |                     |                        |                  |                        |
| Fouquieria columnaris                | Phoenix dactylifera | Coreopsis gigantea     |                  |                        |

### Fauna
Algunas de las especies de fauna marina que habitan/ migran en la región son:
- Tiburón martillo (Sphyrna lewini)[13]
- Mantaraya (Manta birostris)[14][15][16]
- Atún aleta amarilla (Thunnus albacares)[17][18]
- Dorado (Coryphaena hippurus)[19][20][21]
- Calamar gigante (Dosidicus gigas)[22]
- camarón azul (Litopenaeus stylirostris), camarón café (Farfantepenaeus californensis) y Camarón Japonés (Sicyonia penicillata)[23][24]
- Almeja generosa (Panopea globosa)[25][26]
- Caracol (varias especies)[27]
- Ballena gris (Eschrichtius robustus)[28][29][30][31]
- Lobo marino de California (Zalophus californianus)[32][33][34]
- tortuga laúd (Dermochelys coriacea), tortuga golfina (Lepidochelys olivacea), tortuga prieta o negra (Chelonia mydas agassizi), tortuga caguama, amarilla o cabezona (Caretta caretta) [35][36][37]
- Vaquita marina (Phocoena sinus)[38][39][40][41]
- Tiburón ballena (Rhincodon typus)[42][43][44]
- Almeja Catarina (Argopecten circularis)[45][46][47]
- Callo de hacha (Atrina spp.)[48][49]

Algunas de las especies de fauna terrestre presentes en la zona son:
- Coyote (Canis latrans)[50][51]
- Mapache (Procyon lotor)[52][53]
- Murciélago (varias especies)[54][55]
- Víbora de cascabel (varias especies)[56][57]
- Iguana del desierto (Dipsosaurus dorsalis)[58]
- Liebre (Lepus californicus)[59][60]
- Conejo (Sylvilagus audubonii)[61]
- Serpiente (varias especies)[62][57]

### Flora
Algunas de las especies que se pueden encontrar en BCS son:
- Palo verde (Parkinsonia microphylla)[63][64]
- Mezquite (Prosopis glandulosa)[65][66]
- Gobernadora (Larrea tridentata)[67][68][69]
- Choya (Cylindropuntia spp.)[70][71]
- Biznaga (Echinocactus spp.)[72][73]
- Cirio (Fouquieria columnaris)[74][75][76]
- Boojum/ Palo Adan (Fouquieria diguetii)[77][78]

## Demografía

### Población
Según las cifras que arrojó el Censo de Población y Vivienda realizado por el Instituto Nacional de Estadística y Geografía (INEGI) en 2020, el estado de Baja California sur contaba hasta ese año con un total de 798,447 habitantes. De ellos, 405,879 eran hombres y 392,568 eran mujeres. La tasa de crecimiento anual para la entidad durante el período 2005-2010 fue del 4.5%.

### Principales ciudades (2020)

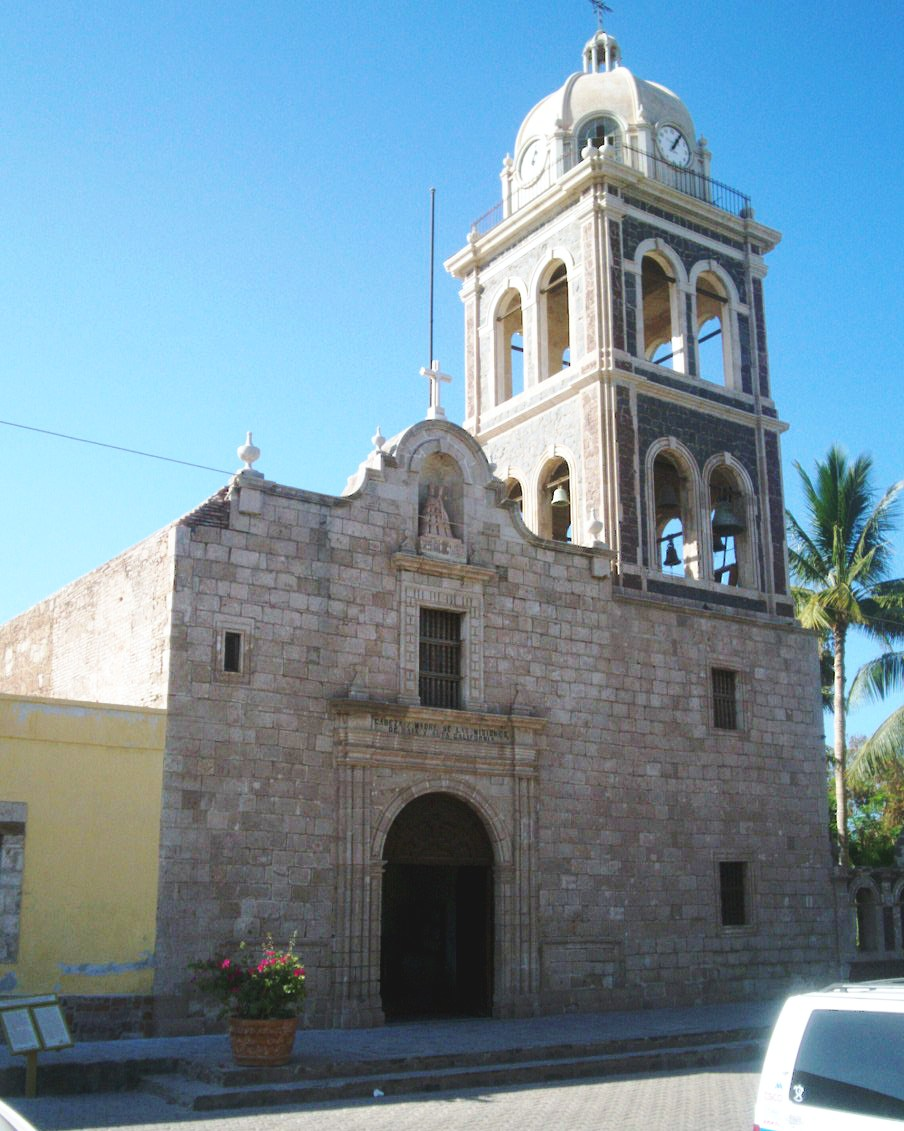
Misión de Nuestra Señora de Loreto Conchó.

### Religión
El estado de Baja California Sur tiene una larga historia dentro del catolicismo. En este territorio iniciaron las campañas de evangelización de las Californias. A continuación se presentan los porcentajes de la afiliación religiosa en el estado:
Cristianos católicos: 81.3% 

Otros cristianos: 9.8% 

Otras religiones: 0.1% 

Ateos, agnósticos y no religiosos: 6.3% 

Sin especificar: 2.5%  

## Municipios
El Estado de Baja California Sur se divide en 5 municipios, que se describen a continuación:

División Política del Estado de Baja California Sur

| Clave INEGI | Municipio | Cabecera Municipal  | Población (2020) | Fecha de creación |
| 001         | Comondú   | Ciudad Constitución | 73,021           | 1972              |
| 002         | Mulegé    | Santa Rosalía       | 64,022           | 1972              |
| 003         | La Paz    | La Paz              | 292,241          | 1972              |
| 008         | Los Cabos | San José del Cabo   | 351,111          | 1981              |
| 009         | Loreto    | Loreto              | 18,052           | 1992              |

### Municipios porIDH
| Puesto | Municipio | IDH (2015) | País comparable |
| ------ | --------- | ---------- | --------------- |
| 1°     | La Paz    | 0.898      | Chile           |
| 2°     | Los Cabos | 0.799      | Montenegro      |
| 3°     | Loreto    | 0.781      | Bulgaria        |
| 4°     | Comondú   | 0.760      | Turquía         |
| 5°     | Mulegé    | 0.743      | Ucrania         |

## Economía

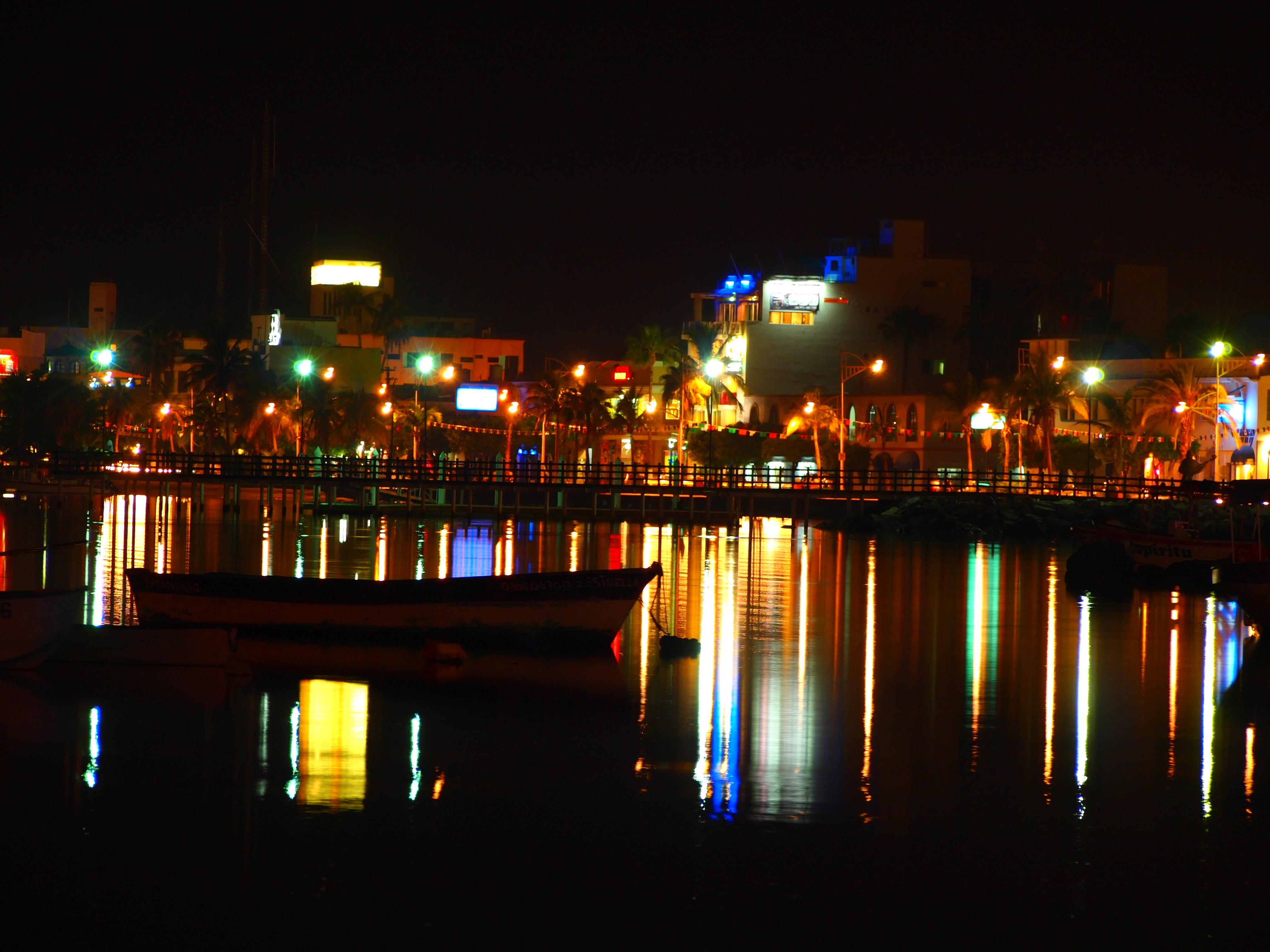
Vista del Malecón de noche

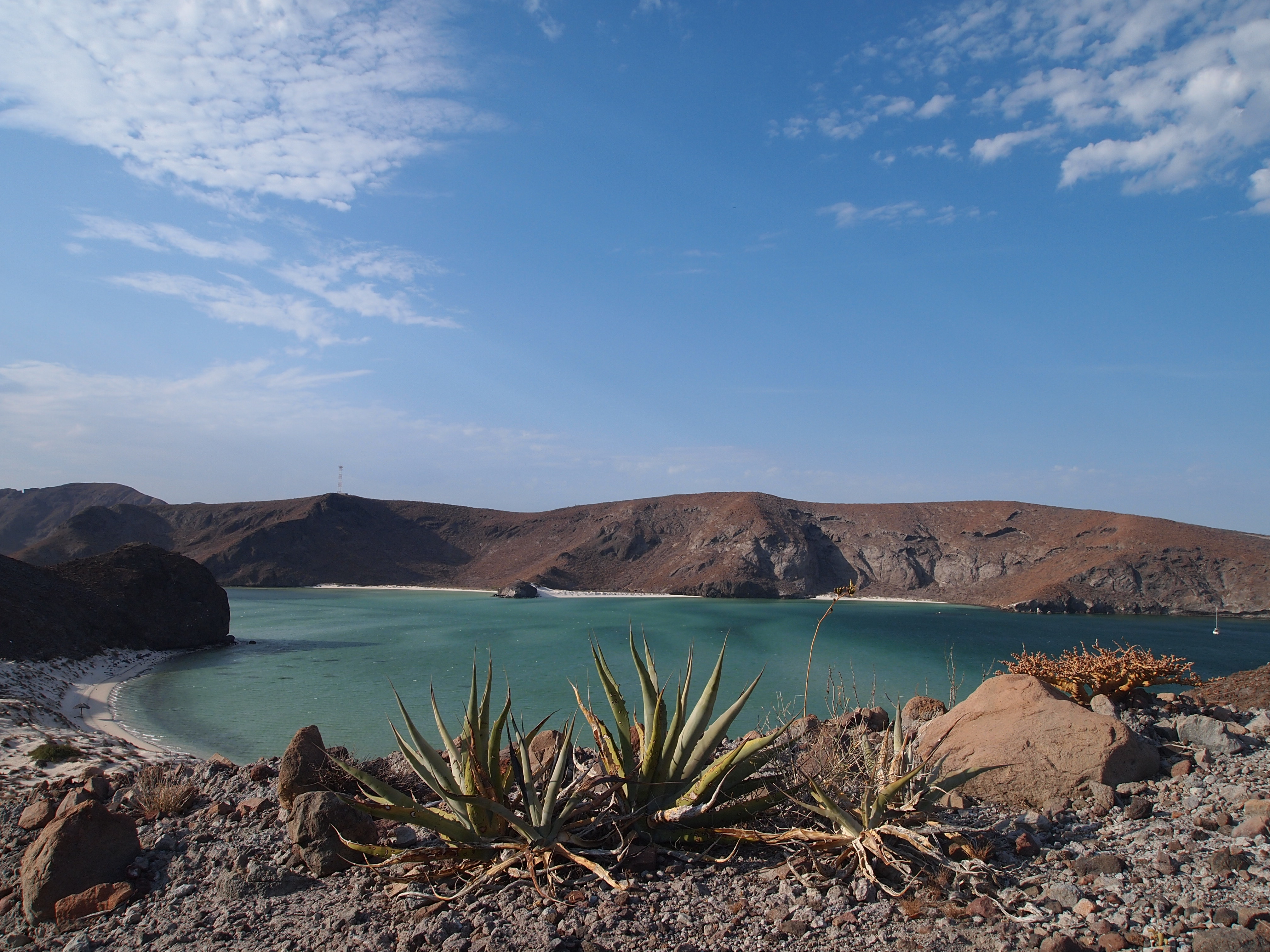
Vista de la Playa Balandra

### Turismo
El estado de Baja California Sur tiene uno de los destinos turísticos más importantes del país, las playas y el ecoturismo son las principales fuentes de ingresos para la zona, pero también se desarrollan importantes plantaciones e invernaderos que producen tomate, mangos, berenjena, calabaza, maíz, chile, pimiento morrón y melón.

### Pesca
La pesca es otra de las principales actividades económicas del estado, siendo uno de los principales proveedores de los Estados Unidos, Japón, Canadá, Islandia, entre otros. La extracción de sal y la minería son actividades económicas que siempre se han desarrollado desde tiempos coloniales a la actualidad.

### Minería
En 2019, las minas de cobre de Baja California Sur produjeron 17,084 toneladas, siendo el quinto productor nacional de este metal. También son extraídos en su territorio zinc, agregados pétreos, arcillas y grava, y fue el primer productor nacional en el mismo año de arena, fosforita, sal y yeso.

## Educación
El estado cuenta con importantes centros educativos de nivel medio superior y nivel superior, La Universidad Autónoma de Baja California Sur es la institución educativa más importante del estado. También existen centros de investigación de otras universidades del país y del extranjero. Así como también, cuenta con instituciones formadoras de docentes como la Benemérita Escuela Normal Urbana (BENU), la Escuela Normal Superior y el Centro Regional de Educación Normal "Marcelo Rubio Ruiz".

## Infraestructura
El estado cuenta con una extensa red de carreteras, algunos tramos son en dos carriles como la Pichilingue-La Paz o la San José del Cabo-Cabo San Lucas, así como la autopista libre de La Paz a Cabo San Lucas. Hay seis aeropuertos que operan de manera regular, de los cuales tres son internacionales y 3 son nacionales. El aeropuerto de mayor tráfico es el Aeropuerto Internacional de los Cabos con operaciones a las ciudades más importantes de México y de Estados Unidos.

## Estadística 2010-2011
| Superficie                                                    | Superficie                                                    | Superficie                                                      | Superficie                                                      | Superficie                                                              | Superficie                                                              |
| ------------------------------------------------------------- | ------------------------------------------------------------- | --------------------------------------------------------------- | --------------------------------------------------------------- | ----------------------------------------------------------------------- | ----------------------------------------------------------------------- |
| Superficie continental (kilómetros cuadrados)                 | Superficie continental (kilómetros cuadrados)                 | Superficie de agricultura (kilómetros cuadrados)                | Superficie de agricultura (kilómetros cuadrados)                | Superficie de áreas sin vegetación (kilómetros cuadrados)               | Superficie de áreas sin vegetación (kilómetros cuadrados)               |
| 73,922.47                                                     | 73,922.47                                                     | 1,836.11                                                        | 1,836.11                                                        | 1,116.97                                                                | 1,116.97                                                                |
|                                                               |                                                               |                                                                 |                                                                 |                                                                         |                                                                         |
| Superficie sembrada total (Hectáreas)                         | Superficie sembrada total (Hectáreas)                         | Superficie cosechada total (Hectáreas)                          | Superficie cosechada total (Hectáreas)                          | Superficie mecanizada (Hectáreas)                                       | Superficie mecanizada (Hectáreas)                                       |
| 40,711 (2011)                                                 | 40,711 (2011)                                                 | 37,232 (2011)                                                   | 37,232 (2011)                                                   | 35,019                                                                  | 35,019                                                                  |
| Población y vivienda                                          |                                                               |                                                                 |                                                                 |                                                                         |                                                                         |
| Población total                                               | Población total                                               | Nacimientos                                                     | Nacimientos                                                     | Defunciones generales                                                   | Defunciones generales                                                   |
| 637,026 (2010)                                                | 637,026 (2010)                                                | 12,864 (2012)                                                   | 12,864 (2012)                                                   | 2,739 (2012)                                                            | 2,739 (2012)                                                            |
|                                                               |                                                               |                                                                 |                                                                 |                                                                         |                                                                         |
| Población Económicamente Activa                               | Población Económicamente Activa                               | Población No Económicamente Activa                              | Población No Económicamente Activa                              |                                                                         |                                                                         |
| 362,246 (ENE/ABR-2014)                                        | 362,246 (ENE/ABR-2014)                                        | 164,722                                                         | 164,722                                                         |                                                                         |                                                                         |
|                                                               |                                                               |                                                                 |                                                                 |                                                                         |                                                                         |
| Viviendas particulares                                        | Viviendas particulares                                        | Viviendas particulares                                          | Promedio de ocupantes por vivienda particular                   | Promedio de ocupantes por vivienda particular                           | Promedio de ocupantes por vivienda particular                           |
| 178,079 (2010)                                                | 178,079 (2010)                                                | 178,079 (2010)                                                  | 3.6 (2010)                                                      | 3.6 (2010)                                                              | 3.6 (2010)                                                              |
| Educación                                                     |                                                               |                                                                 |                                                                 |                                                                         |                                                                         |
| Población de 5 y más años con primaria                        | Población de 5 y más años con primaria                        | Total de escuelas en educación básica y media superior          | Total de escuelas en educación básica y media superior          | Bibliotecas públicas                                                    | Bibliotecas públicas                                                    |
| 182,018 (2010)                                                | 182,018 (2010)                                                | 1,058 (2011)                                                    | 1,058 (2011)                                                    | 57 (2011)                                                               | 57 (2011)                                                               |
| Seguridad y salud                                             |                                                               |                                                                 |                                                                 |                                                                         |                                                                         |
| Población derechohabiente                                     | Población derechohabiente                                     | Personal médico                                                 | Personal médico                                                 | Unidades médicas                                                        | Unidades médicas                                                        |
| 481,387 (2010)                                                | 481,387 (2010)                                                | 1,684 (2011)                                                    | 1,684 (2011)                                                    | 142 (2011)                                                              | 142 (2011)                                                              |
|                                                               |                                                               |                                                                 |                                                                 |                                                                         |                                                                         |
| Delitos registrados en averiguaciones previas del fuero común | Delitos registrados en averiguaciones previas del fuero común | Accidentes de tránsito terrestres en zonas urbanas y suburbanas | Accidentes de tránsito terrestres en zonas urbanas y suburbanas | Capacidad de los Centros de Readaptación Social                         | Capacidad de los Centros de Readaptación Social                         |
| 16,261                                                        | 16,261                                                        | 5,584                                                           | 5,584                                                           | 1,734                                                                   | 1,734                                                                   |
| Infraestructura y economía                                    |                                                               |                                                                 |                                                                 |                                                                         |                                                                         |
| Usuarios de energía eléctrica                                 | Usuarios de energía eléctrica                                 | Valor de las ventas de energía eléctrica (Miles de pesos)       | Valor de las ventas de energía eléctrica (Miles de pesos)       | Inversión pública ejercida en obras de electrificación (Miles de pesos) | Inversión pública ejercida en obras de electrificación (Miles de pesos) |
| 240,134 (2011)                                                | 240,134 (2011)                                                | 3'192,860 (2011)                                                | 3'192,860 (2011)                                                | 644,555 (2009)                                                          | 644,555 (2009)                                                          |
| Mercados públicos                                             | Mercados públicos                                             | Centrales de abasto                                             | Centrales de abasto                                             | Aeropuertos                                                             | Aeropuertos                                                             |
| 5 (2010)                                                      | 5 (2010)                                                      | 1 (2010)                                                        | 1 (2010)                                                        | 3 (2010)                                                                | 3 (2010)                                                                |